# Kuroshio (tàu khu trục Nhật)
Kuroshio (tiếng Nhật: 黒潮) là một tàu khu trục hạng nhất của Hải quân Đế quốc Nhật Bản thuộc lớp Kagerō đã phục vụ tại Mặt trận Thái Bình Dương trong Chiến tranh Thế giới thứ hai. Tên của nó được đặt theo dòng hải lưu Kuroshio, mang nghĩa "dòng nước đen".
Trong đêm 7–8 tháng 5 năm 1943, đang khi thực hiện một chuyến đi vận chuyển binh lính đến Kolombangara, Kuroshio trúng phải một quả thủy lôi lúc đang rời Vila, Kolombangara, và chìm ở tọa độ 08°08′N 156°55′Đ / 8,133°N 156,917°Đ.
Kuroshio được rút khỏi danh sách Đăng bạ Hải quân vào ngày 20 tháng 6 năm 1943.